# When You're Gone (cântec de Avril Lavigne)
When You're Gone este cel de-al doilea disc single extras de pe albumul The Best Damn Thing, al cântăreței de origine canadiană Avril Lavigne. Cântecul a fost lansat în iunie 2007; acesta a câștigat popularitate în țările anglofone, sporind succesul albumului de proveniență.

## Informații
Cel de-al doilea single al albumului The Best Damn Thing este When You're Gone, o baladă puternică lansată pentru prima oară în Japonia pe data de 20 iunie fiind acompaniată și de single-ul Girlfriend (varianta japoneză).
Iată ce spune Avril Lavigne despre melodie: „is about being with someone you love, and you have to say goodbye, and all the little things you miss about them” („este despre cineva pe care-l iubești dar trebuie să-ți iei adio și despre lucrurile care iți lipsesc”). 
Potrivit spuselor lui Lavigne, ea nu a dorit să compună un cântec având ca temă dragostea, inițial având în plan o melodie lenta, în care să-și descrie starea emoțională. 
Orchestrația melodiei a fost realizată de către Rob Mathes, folosind diverse instrumente cât și un sintetizator pentru partea de început a piesei.
Înainte de lansarea oficială din Statele Unite, When You're Gone a atins poziția nouăzeci în topul Billboard Hot 100, realizând o ascensiune pe masură ce piesa era difuzată la posturile radio.
De asemenea a obținut poziții importante, chiar primul loc în topuri precum Argentinian Top 40, Portuguese Airplay Chart sau European Hit Radio Top 40 airplay.

## Videoclip
Videoclipul piesei When You're Gone este regizat de către Marc Klasfeld, cunoscut în special pentru realizarea videoclipurilor formației Sum41, iar scenariul este realizat chiar de către Avril Lavigne. Acesta are ca subiect principal povestea unei femei rămase acasă, singură, soțul acesteia plecând în război, un om în vârstă rămas făra persoana iubită, depănând amintiri și un cuplu de adolescenți care traiesc o poveste de iubire interzisă. În videoclip se mai pot observa și literele A+D, cel mai probabil provenind de la initialele artistei și ale soțului său, Deryck Whibley. Aceste însemne mai pot fi întâlnite și în videoclipul melodiei Nobody's Home.
Premiera acestuia a avut loc în Canada, în cadrul emisiunii MuchMusic dar și la MTV în emisiunea TRL.